# Pedro Muñoz
Pedro Muñoz ist eine Gemeinde mit 7.567 Einwohnern (Stand: 2024) im Nordosten der spanischen Provinz Ciudad Real der Autonomen Gemeinschaft Kastilien-La Mancha. Der rund 30 km östlich von Alcázar de San Juan gelegene Ort ist ein bedeutendes Zentrum des Weinbaus im Anbaugebiet La Mancha.

## Töchter und Söhne der Gemeinde
- José Luis Laguía (* 1959), Radrennfahrer

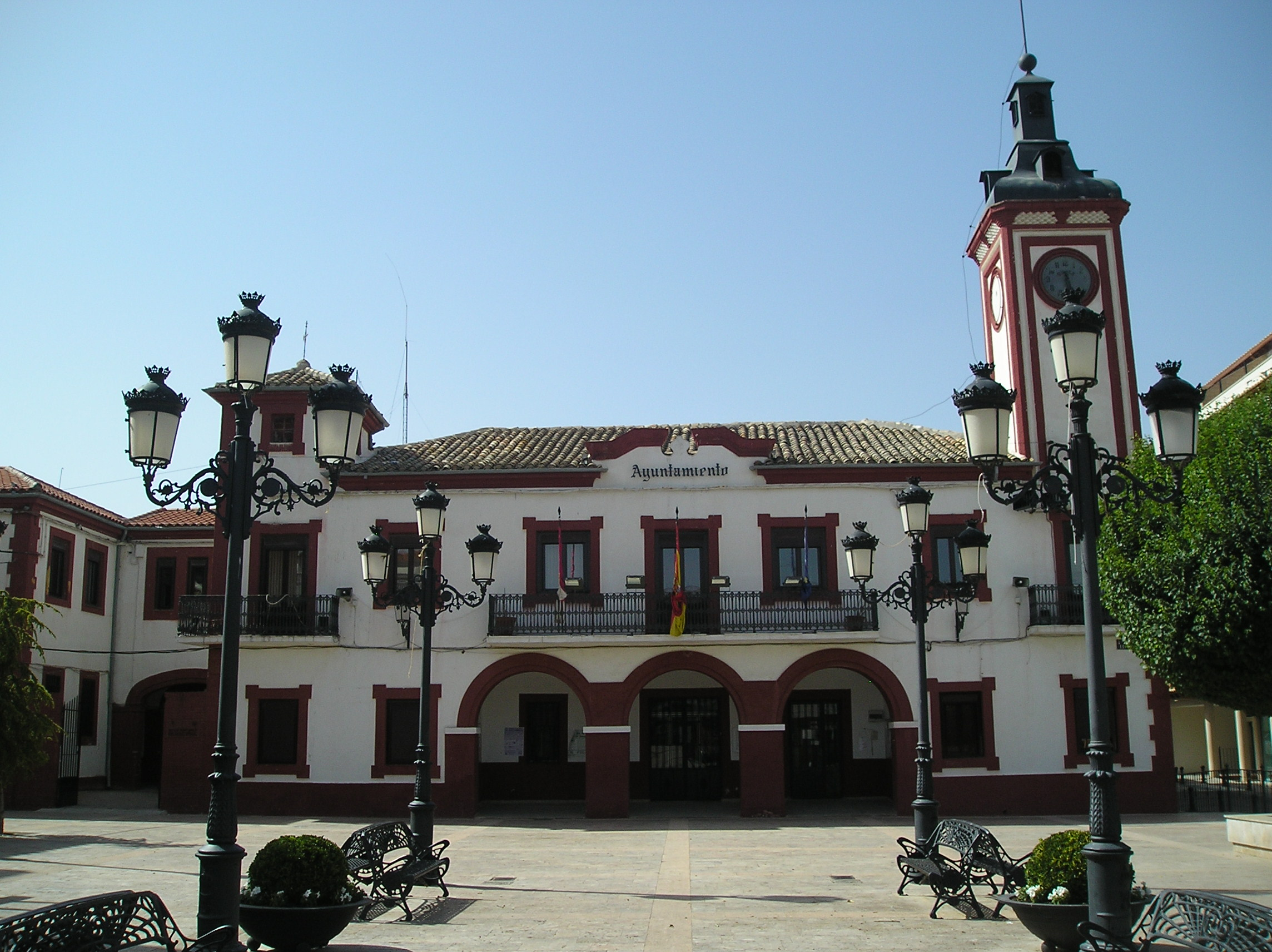
Rathaus
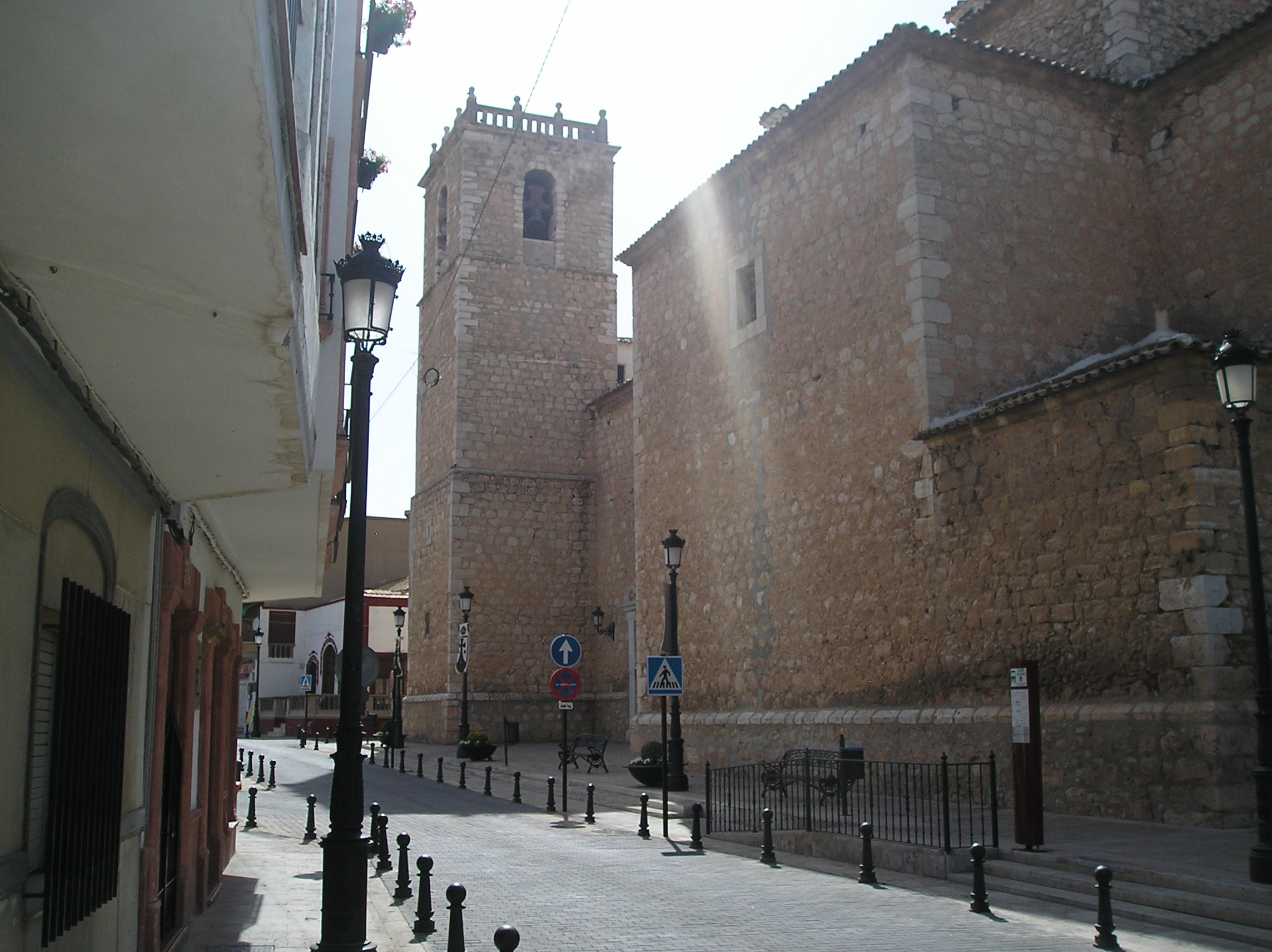
Kirche San Pedro Apóstol